# 당뉴클레오타이드
당뉴클레오타이드(영어: nucleotide sugar)는 단당류의 활성화된 형태이다. 당뉴클레오타이드는 글리코실화 반응에서 글리코실기 공여체로 역할을 한다. 이러한 반응은 글리코실트랜스퍼레이스라고 불리는 효소 부류에 의해 촉매된다.

## 역사
올리고당의 동화 작용(따라서 당뉴클레오타이드의 역할)은 루이스 페데리코 를루아르와 그 동료들이 이 과정에 관여하는 주요 효소가 글리코실트랜스퍼레이스라는 것을 발견한 1950년대까지 명확하게 밝혀지지 않았었다. 글리코실트랜스퍼레이스는 당뉴클레오타이드로부터 수용체로 글리코실기를 전달한다.

## 생물학적 중요성과 에너지학
글리코실기 공여체가 역할을 하려면 이러한 단당류가 높은 에너지 상태로 존재해야 한다. 이것은 뉴클레오사이드 삼인산(NTP)과 글리코실 일인산(아노머 탄소에서 인산염) 사이의 반응의 결과로 생성된다. 최근 많은 글리코실트랜스퍼레이스 촉매 반응의 가역성에 대한 발견은 당뉴클레오타이드를 '활성화된' 공여체로 간주하는 것에 의문을 제기한다.

## 종류
사람에서 글리코실기 공여체로 역할을 하는 여러 가지 당뉴클레오타이드가 존재하며, 이들은 형성하는 뉴클레오사이드의 종류에 따라 분류될 수 있다.
- 유리딘 이인산: UDP-α-D-Glc, UDP-α-D-Gal, UDP-α-D-GalNAc, UDP-α-D-GlcNAc, UDP-α-D-GlcA, UDP-α-D-Xyl
- 구아노신 이인산: GDP-α-D-Man, GDP-β-L-Fuc
- 사이티딘 일인산: CMP-β-D-Neu5Ac는 뉴클레오사이드 일인산 형태의 유일한 당뉴클레오타이드이다.
- 사이티딘 이인산: CDP-D-리비톨,[8] 리비톨은 리보스로부터 유도된 당알코올로 다른 당들처럼 고리 구조를 형성하지 않는다. 또한 리비톨 단독이 아닌 공여체로부터 전달되는 리비톨-인산이 사람에게서 생성된다.

다른 형태의 생명체에서는 다른 많은 당들이 사용되며, 다양한 공여체들이 이를 위해 사용된다. 일반적인 뉴클레오사이드는 자연에서 당뉴클레오타이드의 공여체로 작용할 수 있다. 예를 들어 CDP-포도당 및 dTDP-포도당은 다른 다양한 형태의 CDP-당 및 dTDP-당 공여체 뉴클레오타이드를 생성할 수 있다.

## 구조
다음은 일부 당뉴클레오타이드의 구조이다.
| UDP-Gal | CMP-NeuNAc | GDP-Man |
| UDP-Gal | CMP-Neu5Ac | GDP-Man |

## 질병과의 관계
당뉴클레오타이드의 정상적인 대사는 매우 중요하다. 당뉴클레오타이드 대사에 관여하는 효소의 결함은 다음과 같은 특정 질병을 유발한다.
1. 포함체 근육염(inclusion body myopathy)은 UDP-GlcNAc 에피머레이스의 기능에 이상이 생겨 발병하는 선천성 질환이다.
2. 반점각막이상증(macular corneal dystrophy)은 GlcNAc-6-설포트랜스퍼레이스의 기능에 이상이 생겨 발병하는 선천성 질환이다.
3. α-1,3-만노실 트랜스퍼레이스의 선천적 이상은 긴장 저하, 정신 운동 지체, 간섬유증 및 다양한 수유 문제와 같은 다양한 임상 증상을 유발한다.

## 신약 발견과의 관계
비천연 당뉴클레오타이드의 대규모 라이브러리를 생성하기 위한 화학 효소 개발은 이러한 당뉴클레오타이드 라이브러리가 허용성 글리코실트랜스퍼레이스에 대한 공여체 역할을 하는 글리코랜덤화(glycorandomization)라고 하는 과정을 가능하게 하여 광범위한 의약품 및 복합 천연물 기반 리드의 차등 글리코실화를 제공한다.

## 같이 보기
- 당펩타이드
- 당인산
- 탄수화물화학
- EamA
- 글리코랜덤화
- 글리코실트랜스퍼레이스
- 당뉴클레오타이드 대사